# Miminari
Miminari (Eigenschreibweise: MIMiNARI, jap. ミミナリ) ist ein seit 2022 aktives Komponisten-Duo.
Das Duo steht bei Sacra Music unter Vertrag und veröffentlichte im März 2025 ihr Debütalbum. Miminari arbeiten bei der Entstehung ihrer Lieder mit unterschiedlichen Sängerinnen zusammen.

## Geschichte
Gestartet wurde Miminari von den beiden Komponisten nari und shum im Jahr 2022. Am 9. Juli gleichen Jahres veröffentlichte das Duo das Lied Ienai mit der japanischen Sängerin Asmi auf digitaler Ebene als Musikdownload und im Musikstreaming. Das Lied, welches am 31. August auf der gleichnamigen EP über Sacra Music veröffentlicht wurde, ist in der Abspannsequenz zur zweiten Staffel der Anime-Fernsehserie Rent-a-Girlfriend zu hören. Miminari arbeiteten mit den Synchronsprecherinnen Kana Ichinose und Miyu Tomita für das Stück Itowanai zusammen, dass im Abspann des Anime zu Ayakashi Triangle genutzt wird. Es ist auf der EP Itowanai enthalten, die am 16. August 2023 in Japan herausgegeben wurde.
Mit der Synchronsprecherin und Sängerin Tomori Kusunoki entstand das Lied Nemurenai. Das Werk ist in der Abspannsequenz des Anime The Vexations of a Shut-in Vampire Princess zu hören. Erschienen ist das Lied auf der gleichnamigen EP am 6. Dezember 2023. Für die musikalische Untermalung der Abspannsequenz der zweiten Staffel des Fantasy-Anime Demon Lord, Retry! entstand in Zusammenarbeit mit Yuho Kitazawa das Lied Classi:c. Es ist eines von vier Liedern, die auf der gleichnamigen EP gepackt wurden. Diese kam am 11. Dezember 2024 in Japan auf den Markt.
Am 26. März 2025 wurde mit freq. das Debütalbum des Duos veröffentlicht. Es umfasst insgesamt 20 Lieder – darunter 18 Stücke, die Miminari bereits auf ihren EPs auflegten.

## Diskografie

### Studioalben
| Jahr | Titel Musiklabel  | Höchstplatzierung, Gesamtwochen, AuszeichnungChartsChartplatzierungen (Jahr, Titel, Musiklabel, Platzierungen, Wochen, Auszeichnungen, Anmerkungen) | Anmerkungen                         |
| Jahr | Titel Musiklabel  | JP | Anmerkungen                         |
| ---- | ----------------- | --- | ----------------------------------- |
| 2025 | freq. Sacra Music | — | Erstveröffentlichung: 26. März 2025 |

### EPs
| Jahr | Titel Musiklabel      | Höchstplatzierung, Gesamtwochen, AuszeichnungChartsChartplatzierungen (Jahr, Titel, Musiklabel, Platzierungen, Wochen, Auszeichnungen, Anmerkungen) | Anmerkungen                             |
| Jahr | Titel Musiklabel      | JP | Anmerkungen                             |
| ---- | --------------------- | --- | --------------------------------------- |
| 2022 | Ienai Sacra Music     | — | Erstveröffentlichung: 31. August 2022   |
| 2023 | Itowanai Sacra Music  | — | Erstveröffentlichung: 16. August 2023   |
| 2023 | Nemurenai Sacra Music | — | Erstveröffentlichung: 6. Dezember 2023  |
| 2024 | Classi:c Sacra Music  | — | Erstveröffentlichung: 11. Dezember 2024 |

### Singles
| Jahr | Titel Album                       | Höchstplatzierung, Gesamtwochen, AuszeichnungChartsChartplatzierungen (Jahr, Titel, Album, Platzierungen, Wochen, Auszeichnungen, Anmerkungen) | Anmerkungen |
| Jahr | Titel Album                       | JP | Anmerkungen |
| ---- | --------------------------------- | --- | --- |
| 2022 | Kienai Ienai EP / freq.           | — | Erstveröffentlichung: 11. Mai 2022 Harutya                                                                        |
| 2022 | Mienai Ienai EP / freq.           | — | Erstveröffentlichung: 11. Juni 2022 feat. natsumi                                                                 |
| 2022 | Ienai Ienai EP / freq.            | — | Erstveröffentlichung: 9. Juli 2022 feat. asmi Abspann: Rent-a-Girlfriend (Staffel 2)                              |
| 2023 | Itowanai Itowanai EP / freq.      | — | Erstveröffentlichung: 17. Januar 2023 feat. Kana Ichinose & Miyu Tomita Abspann: Ayakashi Triangle                |
| 2023 | Tokenai Itowanai EP / freq.       | — | Erstveröffentlichung: 8. März 2023 feat. EMA                                                                      |
| 2023 | Shikunai freq.                    | — | Erstveröffentlichung: 10. Mai 2023 feat. Suisoh                                                                   |
| 2023 | Kyanai freq.                      | — | Erstveröffentlichung: 14. Juni 2023 feat. Mabudofu                                                                |
| 2023 | Tarinai Itowanai EP / freq.       | — | Erstveröffentlichung: 19. Juli 2023 feat. Kotoha                                                                  |
| 2023 | Asenai Itowanai EP / freq.        | — | Erstveröffentlichung: 16. August 2023 feat. Riria.                                                                |
| 2023 | Akkenai Nemurenai EP / freq.      | — | Erstveröffentlichung: 20. September 2023 feat. Rosu                                                               |
| 2023 | Nemurenai Nemurenai EP / freq.    | — | Erstveröffentlichung: 15. Oktober 2023 feat. Tomori Kusunoki Abspann: The Vexations of a Shut-in Vampire Princess |
| 2023 | Aenai Nemurenai EP / freq.        | — | Erstveröffentlichung: 15. November 2023 feat. Aizawa                                                              |
| 2023 | Dōshiyōmonai Nemurenai EP / freq. | — | Erstveröffentlichung: 6. Dezember 2023 feat. Kankan                                                               |
| 2024 | Rarenai freq.                     | — | Erstveröffentlichung: 13. März 2024 feat. Such                                                                    |
| 2024 | Yoenai freq.                      | — | Erstveröffentlichung: 5. Juni 2024 feat. Anonymouz                                                                |
| 2024 | Modoranai freq.                   | — | Erstveröffentlichung: 17. Juli 2024 feat. Kairi Yagi                                                              |
| 2024 | Samenai Classi:c EP / freq.       | — | Erstveröffentlichung: 4. September 2024 feat. WaMi                                                                |
| 2024 | Classi:c Classi:c EP / freq.      | — | Erstveröffentlichung: 10. Oktober 2024 feat. Yuho Kitazawa Abspann: Demon Lord, Retry! (Staffel 2)                |
| 2024 | sus Classi:c EP / freq.           | — | Erstveröffentlichung: 20. November 2024 feat. 9Lana                                                               |
| 2024 | Akogare Classi:c EP / freq.       | — | Erstveröffentlichung: 11. Dezember 2024 feat. Myuk                                                                |
| 2025 | Instant Love freq.                | — | Erstveröffentlichung: 15. Januar 2025 feat. natsumi                                                               |
| 2025 | Omoiyari freq.                    | — | Erstveröffentlichung: 26. Februar 2025 feat. Sanghee                                                              |